# هیدروسالپنکس

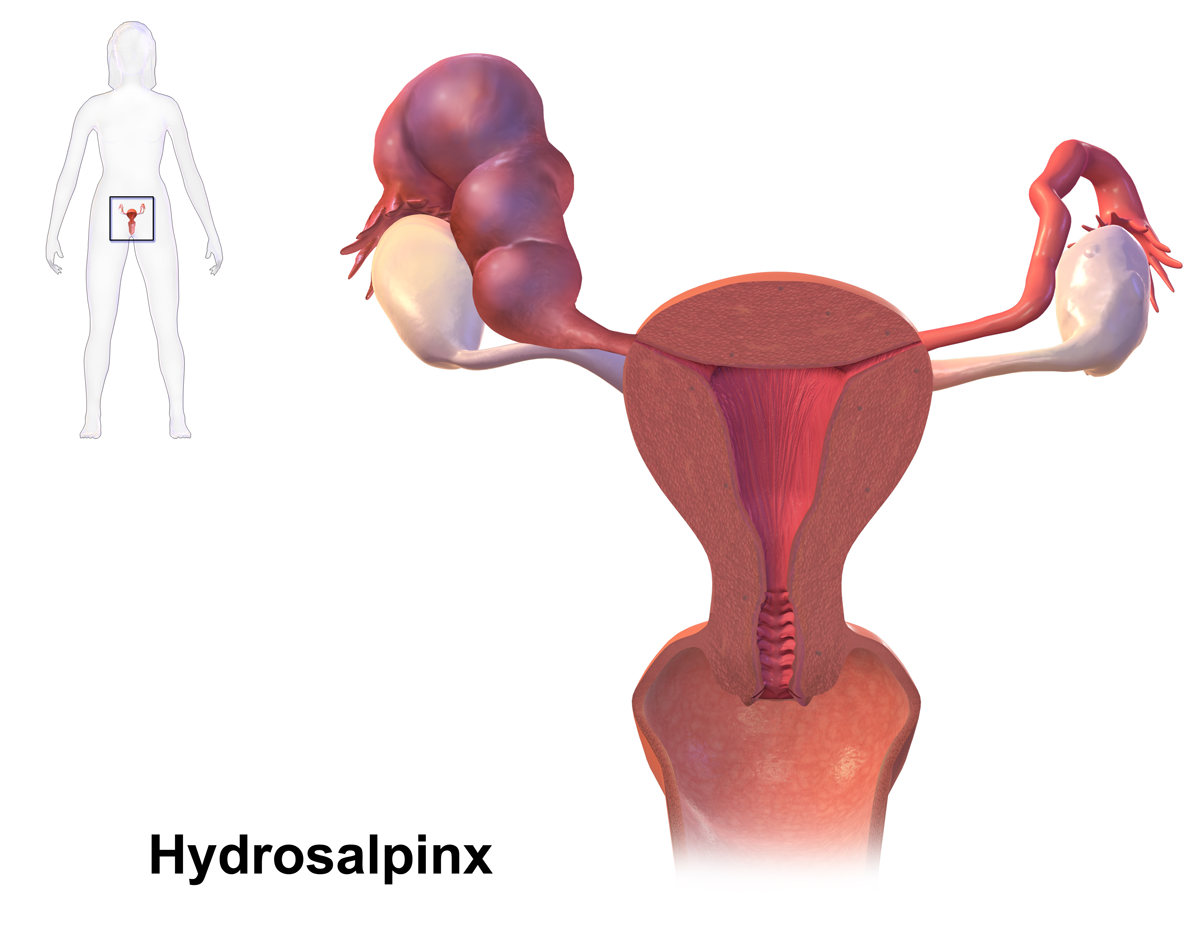
هیدروسالپنکس

هیدروسالپنکس به عارضه‌ای گفته می‌شود که در آن لوله فالوپ (رحمی) با مایع سروزی نزدیک به تخمدان مسدود می‌شود. لوله مسدود شده ممکن است به‌طور قابل توجهی منبسط شود. این عارضه اغلب دو طرفه بوده و قطر لوله‌های آسیب‌دیده ممکن است به چندین سانتی‌متر برسد. لوله‌های مسدود شده باعث ناباروری می‌شود.